# Montgazin
Montgazin (em occitano:  Montgasin) é uma comuna francesa na região administrativa da Occitânia, no departamento do Alto Garona. Estende-se por uma área de 6.89 km², com 188 habitantes, segundo o censo de 2018, com uma densidade de 27 hab/km².